# (467028) 2016 CD189
(467028) 2016 CD189 es un asteroide perteneciente al cinturón de asteroides descubierto por el Mount Lemmon Survey el 29 de enero de 2011 desde el Observatorio del Monte Lemmon.